# Morotva

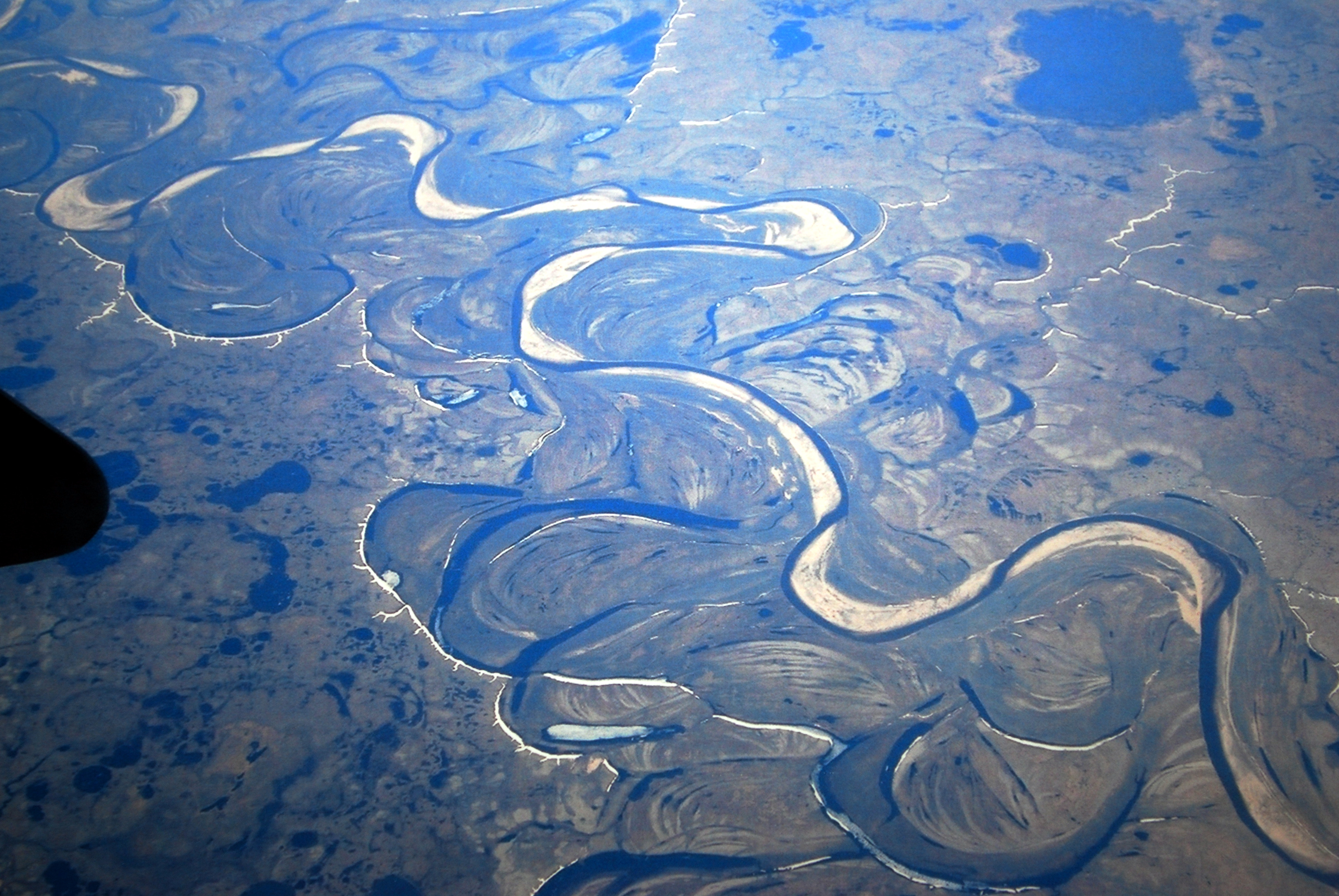
Folyó számos holtágas tóval (Jamal-félsziget, Oroszország)

A morotva jelentése: holtág, holt víz, folyó holtága, folyóból elzárt halastó. Szláv eredetű szó, egy 'holt víz' értelmű szókapcsolat (pl. szlovák mrtva voda, orosz 'mertvaja voda') önállósult első tagja.

## Kialakulása
A morotva tó kialakulása a középszakasz jellegű folyókhoz kapcsolódik. Ezek a folyók medrük homorú partjait pusztítják, domború partjait viszont hordalékuk lerakásával építik, így kanyarogva haladnak torkolatuk felé. Amikor egy-egy kanyarulat hurokszerűen túlfejlődik, a nagy árvizek alkalmával levágódik és holtággá (morotvává) alakul. Morotva tavak nemcsak természetes úton, hanem a kanyarulatok mesterséges levágásával is kialakulhatnak. A Kárpát-medencében található rengeteg morotva tó az alföldi folyók szabályozásakor alakult ki.